# Pavilonis
Pavilonis ist ein litauischer männlicher Familienname.

## Weibliche Formen
- Pavilonytė (ledig)
- Pavilonienė (verheiratet)

## Personen
- Petras Pavilonis (* 1958), Politiker, Bürgermeister von Marijampolė
- Vladas Pavilonis (1932–2003),  Strafrechtler, Professor und Richter